# Solomonophila vulgaris
Solomonophila vulgaris är en fjärilsart som beskrevs av W. Warren 1905. Solomonophila vulgaris ingår i släktet Solomonophila och familjen mätare. Inga underarter finns listade i Catalogue of Life.